# 理查森山
79°48′S 156°40′E / 79.800°S 156.667°E
理查森山（英語：Richardson Hill）是南極洲的山丘，位於奧次地，處於達爾文山脈北部，由威靈頓維多利亞大學的探險隊繪入地圖，現時由南極條約體系管理。